# Danau Poso

Vid Poso-sjöns utlopp, maj 1919. Bland de hus som syns ingår bland annat missionsbostad och sjukhus. Foto Walter Kaudern.

Danau Poso är en sjö i Indonesien.   Den ligger i provinsen Sulawesi Tengah, i den centrala delen av landet, 1 600 km öster om huvudstaden Jakarta. Danau Poso ligger 508 meter över havet. Arean är 323 kvadratkilometer. I omgivningarna runt Danau Poso växer i huvudsak städsegrön lövskog. Den sträcker sig 37,2 kilometer i nord-sydlig riktning, och 20,6 kilometer i öst-västlig riktning.